# Vaiana (film)
Vaiana (în engleză Moana) este un film de animație, fiind al 57-lea animație realizată de Walt Disney. Potrivit primelor descrieri, filmul este „povestea unei aventuri mitice care a avut loc acum 2 000 de ani în insulele sudice ale Oceanului Pacific”. Premiera mondială a avut loc pe 23 noiembrie 2016.
Filmul a fost regizat de John Musker și Ron Clements, compozitorul este Mark Manchin. Unul dintre personajele principale, semizeul Maui, a fost dublat de actorul american Dwayne Johnson.